# Hardya turanica
Hardya turanica är en insektsart som beskrevs av Aleksey A. Zachvatkin 1946. Hardya turanica ingår i släktet Hardya och familjen dvärgstritar. Inga underarter finns listade i Catalogue of Life.